# NAZE?
「NAZE?」（ナゼ）は、日本の女性歌手、池上ケイのシングル。2007年6月27日に東芝EMIからリリースされた。なお、東芝EMIはその3日後の6月30日にEMIミュージック・ジャパンへ改称した。
池上ケイ名義でのシングル2作目にあたる。

## 収録曲
1. NAZE?　（作詞・作曲：池上ケイ、編曲：rui & kansei）
2. Yours　（作詞・作曲：池上ケイ、編曲：kansei）